# Moses Uri ha-Levi
Moses Uri B. Joseph ha-Levi, auch Halewi oder Halevi, (geboren ca. 1543 in Braunschweig; gestorben 1621/25, mutmaßlich in Amsterdam) war ein Rabbiner in Emden und Amsterdam. Er gilt als der Gründer der ersten jüdischen Gemeinde in Amsterdam und erster Rabbiner einer sephardischen Gemeinde in Nordeuropa.

## Biographie
Moses Uri ha-Levi war ein Sohn von Joseph ben Ephraim ha-Levi aus Braunschweig. Wahrscheinlich musste er 1557 bei der Vertreibung der Juden aus seiner Heimatstadt fliehen. Er ließ sich im ostfriesischen Emden nieder. Dort waren seit einigen Jahren Juden ansässig geworden, weil der Graf von Ostfriesland sie unter seinen besonderen Schutz gestellt hatte; Uri ha-Levi ist der erste Emder Jude, dessen Name überliefert ist. Dabei sind verschiedene Varianten seines Namens bekannt, wie etwa in jüdischen Quellen Feibisch Emden als jiddische Entsprechung des hebräischen Namens Uri oder in niederländischen Philips Joost. Der Vorname Moses ist zu seinen Lebzeiten urkundlich nicht belegt.
Uri ha-Levi lebte rund 40 Jahre in Emden. Nach eigenen Angaben amtierte er von etwa 1570 bis 1601 als Lehrer und Rabbiner der kleinen dortigen aschkenasischen Judengemeinde und hatte offenbar ein Netz von Kontakten in Europa. 1598 wurde er als exponiertes Mitglied der Gemeinde mit zwei weiteren jüdischen Männern vom Emder Rat verhaftet, kam aber aufgrund einer Eingabe der Prager und böhmischen Judenältesten bei Kaiser Rudolf II. frei. Trotz des Wohlwollens des Grafen Enno III., der von den Handelsaktivitäten der Juden wirtschaftlich profitierte, verlangten Bürgerschaft und Geistlichkeit ihre Vertreibung.
Gemäß einer Überlieferung, die gleichzeitig Gründungslegende der Amsterdamer jüdischen Gemeinde ist, erreichte 1601 eine Gruppe von Marranen unter der Führung von Jacob Tirado Emden per Schiff. Das Schiff, das aus London kam, soll durch einen Sturm abgetrieben worden sein. Sie stammten aus Familien, die als Nachfahren von Zwangskonvertiten dem Christentum distanziert gegenüberstanden, aber von der jüdischen Religion ihrer Vorväter kaum Kenntnis hatten. Durch eine hebräische Inschrift seien sie auf das Wohnhaus von Moses Uri ha-Levi aufmerksam geworden und hätten ihn aufgesucht. Als sie herausgefunden hätten, dass er tatsächlich Jude war, hätten sie ihn gebeten, sie im Judentum zu unterweisen. Ha-Levi habe ihnen vorgeschlagen, gemeinsam nach Amsterdam zu gehen, da dort die freie Religionsausübung möglich sei. Nach anderen Angaben soll diese Initiative von Uris Sohn Aaron ausgegangen sein, der sich – anders als sein Vater, der nur Deutsch sprach – mit den Marranen auf Spanisch verständigen konnte. Diese vermeintlichen Ereignisse schilderte der Enkel von Moses und Sohn von Aaron, der Drucker Uri Phoebus ha-Levi, 1711 in seinem Buch Narração da vinda dos judeos espanhoes a Amsterdam. Entgegen diesem Bericht gibt es die Vermutung, dass die Kontaktaufnahme anders verlief, da Uri ha-Levis Sohn Joseph bereits 1598 mit Marranen Handel getrieben und Verbindungen aufgebaut haben soll.
Schon wenige Wochen nach ihrer Ankunft im calvinistisch geprägten Amsterdam sollen Moses ha-Levi und sein Sohn Aaron verhaftet worden sein. Grund für die Verhaftung sei der Verdacht gewesen, dass in ihrem Haus Messen auf Latein gehalten würden, weshalb angenommen wurde, dass sie in den Niederlanden verhasste spanische Katholiken seien. Beide Männer seien nach kurzer Zeit wieder freigelassen worden, nachdem sie erklärt hatten, dass sie Juden seien. Laut anderen Informationen wurde ha-Levi ein weiteres Mal inhaftiert, weil er als Hehler, Pfandleiher und Beschneider sein Geld verdiene, was er jedoch habe widerlegen können.
Der ersten Gruppe von Marranen folgten weitere aus Portugal nach Amsterdam; die wohlhabenden Juden, die europaweit Handel trieben, waren in den verarmten Niederlanden willkommen. Sie mieteten ein Haus in Amsterdam an, wo sie offenbar von ha-Levi unterwiesen wurden, dem allerdings die Unterschiede zwischen den verschiedenen Riten nicht unbedingt klar gewesen sein müssen. Es wird vermutet, dass Uri ha-Levi in Besitz des (sephardischen) Amsterdam Machsor war und auf dessen Basis die Marranen an jüdische Riten heranführte; diese Handschrift soll später an seinen Enkel Moses übergegangen sein. 1603 wurde die portugiesische Gemeinde Beth Jaacob gegründet: „Historisch bemerkenswert ist dabei […] die Tatsache, dass er [Moses Uri ha-Levi] als Aschkenase eine sephardische Gemeinde aufbaute.“
Uri ha-Levi nahm Beschneidungen an den Marranen vor, amtierte selbst als Rabbiner und als Schächter, um die Gemeinde mit koscherem Fleisch zu versorgen; sein Sohn Aaron fungierte als Chasan. Beide sollen insgesamt rund 2500 Beschneidungen durchgeführt haben. Trotz all dieser Tätigkeiten gehörte die Familie ha-Levi zu den ärmeren der Gemeinde und war auf Zuwendungen von den reicheren Sepharden angewiesen. Die aschkenasischen Nachfahren von ha-Levi behielten rund 100 Jahre lang besondere Rechte innerhalb der sephardischen Gemeinde. Diese besonderen Rechte könnten der Anlass für einen Streit zwischen dem Enkel Uri Phoebus ha-Levi und der Gemeinde gewesen sein, nach dessen Beilegung er 1669 der sephardischen Gemeinde den Amsterdam Machsor zum Geschenk machte.
Neben Aaron und Joseph sind zwei weitere Kinder für Uri ha-Levi belegt, eine Tochter unbekannten Namens, sowie Jacob, der Stammvater einer Familie Jacobson in Hamburg.